# ニピゴン湖
ニピゴン湖（英: Lake Nipigon、[ˈnɪpɪɡɒn]、フランス語: lac Nipigon; オジブウェー語: Animbiigoo-zaaga'igan）は、カナダのオンタリオ州、スペリオル湖の北にある湖であり、オンタリオ州の中にその全体が入っているものとしては最大の湖である。五大湖のうちの4つはアメリカ合衆国とカナダの間で分かれているので、これに該当しない。ニピゴン湖は五大湖の6番目と言われることもある。

## 歴史
最終氷期が終わった時、当時のニピゴン湖はアガシー湖の排水経路の一部だった。
フランスのイエズス会クロード・アルーズが1667年5月29日にニピゴン川の傍で最初のミサを行った。アルーズは、1649年から1650年に起こったイロコイ族の襲来のときに、そこへ逃げてきたニピシング族インディアンの村を訪れた。イエズス会ではそこの湖が「ラク・アリミベグ」と呼ばれており、その後「アレミピゴン」あるいは「アレピゴン」と呼び方が変わった。この言葉は「連続した水」あるいは「水平線の向こうにのびる水」を意味するオジブウェー語の「アニムビイグーング」から派生した可能性がある。ある資料では、この名前が「深く、澄んだ水」とも訳されると言っているが、この記述はタマガミ湖のものである。今日、オジブワ族はニピゴン湖を「アニムビイグー・ザアガ・イガン」と呼んでいる。
1778年、ジョン・ミッチェルによる地図では湖を「ラゴ・ネピゴン」、その出口を「F・ネンピサキ」と記していた。1807年のジョン・キャリーによる「アッパー・カナダとローワー・カナダの新しい地図」では、湖は「レイク・セント・アンあるいはウィニンピグ」と呼ばれており、川の方は「レッドストーン川」となっていた。今日、ニピゴン川沿いに住むレッドロック・ファーストネーションは、レッドストーンという名前を持っている。1827年のフィリップ・バンダーメーレンによる地図「新しいブレターニュの部分」では、湖は「L・サンテアン」と呼ばれ、川の方は「ニピゲオン川」とされている。1832年、有益な知識の融合のための協会による地図「北アメリカ、シートIV、スペリオル湖」では、湖が「セントアンあるいはレッド湖」、川は「ニーピゲオン」と呼ばれ、ガル川出口近くの高台は「ニーピゲオン・ホー」とされていた。1883年までに、レッツ・サン・アンド・カンパニーによる「カナダの統計的また一般地図」のような地図では一貫して湖を「ニピゴン湖」とするようになっていた。
1683年、ダニエル・グレイソロン・シュール・デュ・ルートが、ニピゴン湖傍に毛皮交易基地を設立し、その兄弟であるクロード・グレイソロン・シュール・ド・ラ・トゥーレットに因んでトゥーレット砦と名付けた。1685年のアレクシス・ヒューバート・ジェイロットの地図（ヌーベルフランスの部分）では、この砦が湖の北東端にあるオンバビカ湾のどこか、オンバビカ川とリトルジャックフィッシュ川が注ぐ場所にあったことを示唆している。この基地は西側のフランス基地の大半と同様に、1696年に国王の命令で閉鎖された。このとき、ビーバーのベルトが過剰なために1681年に作られていた交易許可の仕組みが廃止された。この基地は18世紀にカマニスティゴイア砦の補助として再開され、フランスが支配していた時代は活動を続けた。
1744年4月17日、海洋大臣モーリパ伯爵がカナダの役人に、ジャン・ド・ラ・ポルトがヌーベルフランスにおける奉仕の報酬として、その後にアレンピゴン湖から上がる利益を与えると知らせた。

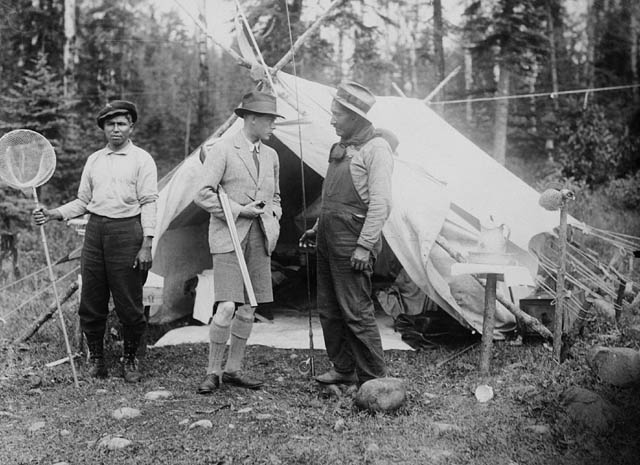
王太子時代のエドワード8世、ニピゴン湖で、1919年

1763年パリ条約が締結された後、この地域はイギリスに渡され、ハドソン湾会社がその交易の範囲をニピゴン湖を含む範囲まで拡大した。イギリス領北アメリカに組み入れることも検討されたが、スペリオル湖に注ぐ流域が正式にオジブウェ族インディアンからカナダ植民地に譲渡されたのは1850年になってからだった（ロビンソン条約）。ミシェ・マックァ酋長のためにニピゴン湖に近いガル川の両岸に4平方マイル (10 km2) の居留地が取っておかれた。1871年ニピゴン湖は新しいサンダーベイ地区に組み込まれた。
ニピゴンのタウンシップは1908年に法人化された。グリーンストーンの自治体は2001年に法人化され（人口5,662人）、オリエントベイ、マクディアミッド、ベアドモア、マキナ、ロングラック、カラマット、ジェリコー、ジェラルドトンを含んでいる。
1943年、カナダとアメリカ合衆国は、ジェームズ湾に流れてその後ハドソン湾に行く水を、スペリオル湖にかわすオゴキ迂回を行うことに合意した。この迂回路はオゴキ川の上流をニピゴン湖に接続する。この水はニピゴン川の水力発電所3基を支援するために使われる。迂回は1914年に国際合同委員会が設立した国際スペリオル湖制御委員会が管理している。
ニピゴン湖州立公園がニピゴン湖の東側にある。1999年この公園の面積が14.58 km2から9.18 km2 まで減らされるよう境界が修正された。その土地はサンドポイント・ファーストネーションのために保留するべくカナダ政府に戻された。

## 地理と地質

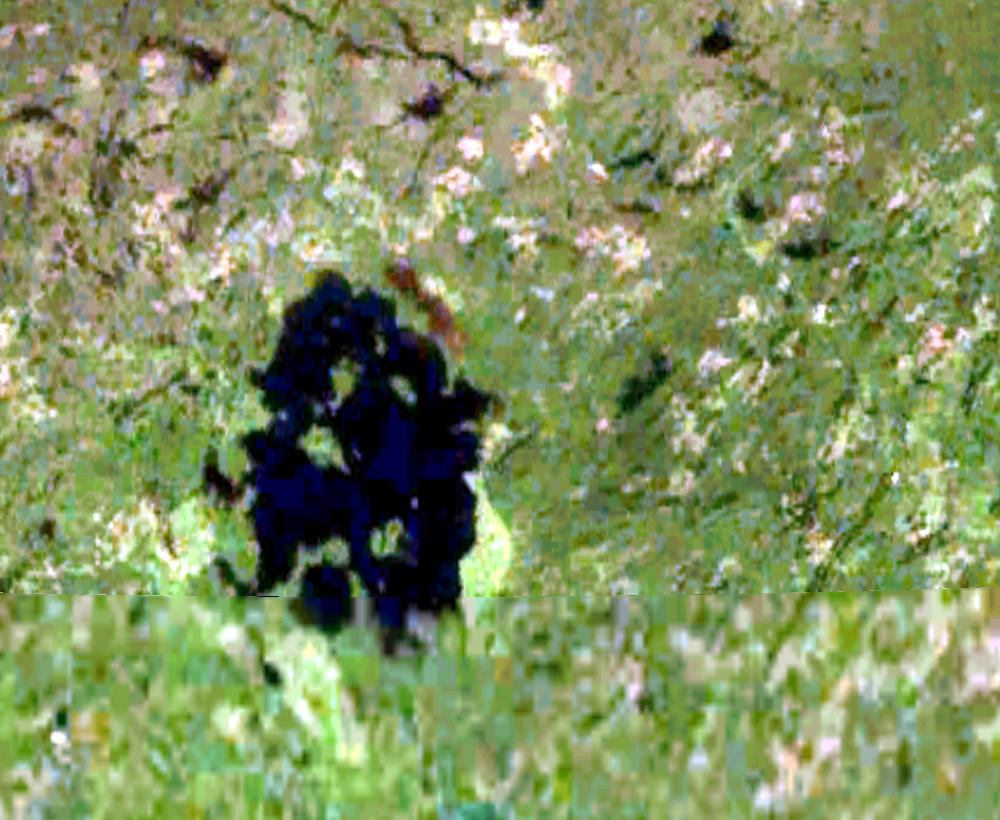
ニピゴン湖の衛星写真

ニピゴン湖の水面は海抜260 m (853 フィート) にある。ニピゴン川が南のスペリオル湖ニピゴン湾へと流れ出している。ニピゴン湖と川はスペリオル湖最大の支流である。オンタリオ州サンダーベイ市からは北東に120 km (75 マイル) にある。
湖内にある島を含む湖水面積は4,848 km2 (1,872 平方マイル) あり、ウッズ湖の3,150 km2 (1,220 平方マイル) より大きい。湖内にある大きな島はカリブー島、ゲイキー島、カタトータ島、ケルビン島、ローガン島、マーチソン島、マレー島、シェイクスピア島である。最大深さは165 m ( (541 フィート) である。

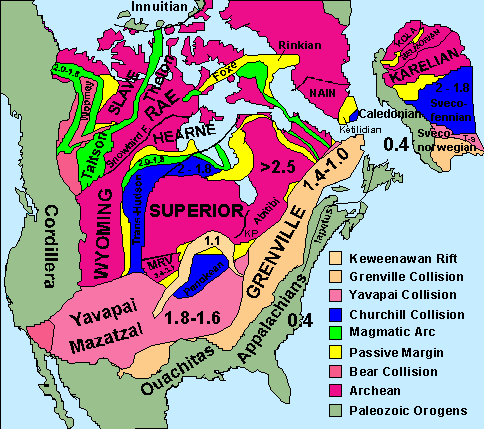
北アメリカの地質図、ミッドコンティネンタル地溝帯（白）がキウィーナワン地溝帯と記されている

湖はそのそそり立つ崖と、輝石と呼ばれる暗緑色の鉱物の微粒で構成される異常な暗緑色の砂浜で知られる。森林のトナカイの生息域として重要である。
ニピゴン湖の有色鉱物は、約11億900万年前と推計されるミッドコンティネンタル地溝帯系形成中のリフに関わる大陸玄武岩火成活動の証拠を与えている。厚さ150ないし200 m までの大きな岩床がリフトに関わり、数百メーターの高さがある崖を形成した。ニピゴン湖を中心とする有色鉱物と超苦鉄質岩の貫入が、ニピゴン・エンベイメントと呼ばれるリフトのオーラコゲンを表している。

## ファーストネーション
この地域のファーストネーション（主にオジブウェ族）には、アニムビイグー・ザアガ・イガン・アニシナーベク（ニピゴン湖オジブウェ）・ファーストネーション、ビインジティワビク・ザアギング（ロッキー湾）・アニシナーベク・ファーストネーション、ビングウィ・ネヤアシ（サンドポイント）・アニシナーベク・ファーストネーション、レッドロック（ヘレン湖）・ファーストネーション、ガル湾ファーストネーションがいる。元ホワイトサンド・ファーストネーションもニピゴン湖の北西岸に居たが、1942年に移動させられた。これら6つのファーストネーションで約5,000人の人口がいる。ニピゴン湖沿いに3か所のインディアン居留地があり、上記のファーストネーションは入っていない。マッキンタイア湾インディアン居留地第54は4つのファーストネーション、ジャックフィッシュ島インディアン居留地第57はガル湾ファーストネーションが領有、レッドロック（ファーマシーン）インディアン居留地第53はレッドロック・ファーストネーションの支配下にある。
CBCのテレビ番組『Spirit Bay』は、ビインジティワビク・ザアギング・アニシナーベク・ファーストネーションの居留地で、1980年代半ばに撮影された。

## 交通
カナディアン・ナショナル鉄道の本線が湖の北を走っている。別の支線が湖の南東部、オリエント湾とマクディアミッドを通り、その後内陸のベアドモアに向かう。オンタリオ州道11号線も湖の南東部を通っている。

## 関連図書
- Douglas, R., ed. Nipigon to Winnipeg : a canoe voyage through Western Ontario by Edward Umfreville in 1784, with extracts from the writings of other early travellers through the region. Ottawa : Commercial Printing, 1929.